# تاونسند بيل
تاونسند بيل (بالإنجليزية: Townsend Bell)‏ مواليد 19 أبريل 1975 في سان فرانسيسكو، هو سائق فورملا 1 أمريكي.

## سباقات شارك فيها
- لو مان 24 ساعة
- البطولة الأمريكية لسباق السيارات
- سلسلة إندي كار
- إنديانابوليس 500

## روابط خارجية
- تاونسند بيل على موقع DriverDB.com (الإنجليزية)